# Kamilla Gafurdžanovová
Kamilla Gafurdžanovová provdaná Vaksmanová (* 18. května 1988 Kazaň, Sovětský svaz) je ruská sportovní šermířka tatarské národnosti, která se specializuje na šerm fleretem. Rusko reprezentuje od druhého desetiletí jednadvacátého století. Na olympijských hrách startovala v roce 2012 v soutěži jednotlivkyň a družstev. V roce 2012 obsadila druhé místo na mistrovství Evropy v soutěži jednotlivkyň. S ruským družstvem fleretistek vybojovala na olympijských hrách 2012 stříbrnou olympijskou medaili a v roce 2009 vybojovala s družstvem druhé místo na mistrovství světa a Evropy.